# San Francisco de Opalaca
San Francisco de Opalaca is een gemeente (gemeentecode 1017) in het departement Intibucá in Honduras.
De hoofdplaats van de gemeente heet San Francisco de Opalaca (of: Monte Verde).

## Bevolking
De bevolking is als volgt verdeeld:
| Vrouwen | 5678 | 48,6% |
| Mannen  | 6007 | 51,4% |

## Dorpen
De gemeente bestaat uit acht dorpen (aldea), waarvan het grootste qua inwoneraantal: San Francisco de Opalaca (of: Monte Verde) (code 101701) en Ojo de Agua (101707).